# Hey! Mr.Angryman
「Hey! Mr.Angryman」（ヘイ!ミスターアングリーマン）は1998年2月21日に発売された斉藤和義16作目のシングル。

## 解説
アルバム「Because」からのシングルカット。
C/W曲はアルバム未収録新曲。
本作を以て8センチCD規格のリリースが最後となった。

## 収録曲
全曲　作詞・作曲・編曲：斉藤和義
1. Hey! Mr.Angryman（3：52）[1]
TBS系列『さんまのSUPERからくりTV』エンディングテーマ
2. 年末来年（4：47）[1]